# Estadio Olímpico de la UACH
 (avril 2025).
L'Estadio Olímpico de la UACH est un stade de football mexicain.